# Herzöge Wolfenbüttel
Die Herzöge Wolfenbüttel e. V. (vollständiger Name: MTV Wolfenbüttel von 2012 Herzöge Basketball e. V.) waren ein deutscher Basketballverein aus Wolfenbüttel.
Der Verein wurde 2008 als Nachfolgeverein der Wolfenbüttel Dukes gegründet. Die Auflösung des Vereins erfolgte am 2. Juli 2020 auf einer außerordentlichen Mitgliederversammlung.
Der Vereinsname lehnte sich wie bei den „Dukes“ an das lange in der Stadt residierende Herrscher-Geschlecht der Welfen an. Ab der Gründung 2008 spielten die Herzöge in der 2. Bundesliga ProB (mit Ausnahme des Spieljahres 2014/15). Die Herzöge verfolgten in Kooperation mit der SG MTV/BG Wolfenbüttel ein Nachwuchsförderkonzept, um möglichst viele einheimische Spieler an das Spielniveau im Voll- und Halbprofibereich heranzuführen.
Die Heimspiele der Herzöge wurden überwiegend in der Multifunktionshalle Lindenhalle im Wolfenbütteler Stadtteil Linden ausgetragen, als zweite Halle diente in der Saison 2011/12 die Doppelturnhalle am Landeshuter Platz.

## Geschichte
Erster Trainer der Herzöge war in der Saison 2008/09 der ehemalige Göttinger Damen-Bundesligacoach Mahmut Ataman. Mit Frank Theis, Henje Knopke, Solomon Sheard und Tobias Grauel wurden zudem wichtige Akteure aus der Vorsaison gehalten. Überraschend wurde die Mannschaft in der Saison ProB-Vizemeister und schaffte damit die sportliche Qualifikation für die ProA. Jedoch erfüllten die Herzöge die für einen Aufstieg notwendigen Kriterien in Hinsicht auf die Hallenkapazität und die Höhe des Etats nicht, so dass in der Saison 2009/10 unter Trainer Nestor Katsagiorgis ein neuer Anlauf in der ProB in Richtung Aufstieg genommen wurde. Aufgrund ausbleibenden sportlichen Erfolgs und einer perspektivischen Neuausrichtung des Vereins erfolgte im Dezember die Trennung von Katsagiorgis und die Verpflichtung des Salzgitteraners Benjamin Travnizek, der zugleich die NBBL-Mannschaft der SG Braunschweig trainierte. In der Saison 2010/11 gerieten die Herzöge unter Trainer Alexander Biller, der im Saisonverlauf durch den US-Amerikaner Carl Woodard abgelöst wurde, in arge Abstiegsnöte und konnten die Klasse erst durch einen 2:1-Erfolg in der Abstiegsrunde gegen die Junior Skyliners Frankfurt halten. Für die Saison 2011/12 wurde erneut eine Zusammenarbeit mit Trainer Benjamin Travnizek vereinbart. Die Saison endete mit dem sportlichen Abstieg der Herzöge aus der ProB. Doch aufgrund einiger Zwangsabstiege innerhalb der ProA und ProB erhielt Wolfenbüttel auch für die Saison 2012/13 eine Lizenz für die ProB.
Zur Saison 2012/13 fusionierten die beiden Vereine SG MTV/BG Wolfenbüttel und Herzöge Wolfenbüttel, um die Voraussetzungen innerhalb der Region weiter zu festigen und für weitere Geldgeber interessanter zu sein. Als neuer Name wurde MTV Wolfenbüttel von 2012 Herzöge Basketball e. V eingetragen. Sportlich verlief die Saison 2012/2013 auch wieder erfolgreicher für die Herzöge. In der Hauptrunde standen erreichten sie mit zehn Siegen und zwölf Niederlagen den siebten Tabellenplatz. Damit qualifizierten sich die Herzöge für die Play-offs, wo sie in der ersten Runde allerdings dem TV Langen unterlagen und ausschieden.
Im November 2013 verpflichteten der Verein Predrag Lukic als Trainer. Die Zusammenarbeit beendete Lukic nach einem Streit mit Präsident Burkhard Junger bereits im Februar 2014. Nach dem ProB-Abstieg gelang den Herzögen in der Saison 2014/15 als Meister der 1. Regionalliga Nord der direkte Wiederaufstieg. Wichtigster Akteur auf dem Weg zum Titel war Spielertrainer Demetrius Ward: Der US-Amerikaner wurde vom Internetdienst eurobasket.com zum Spieler des Jahres in der Regionalliga Nord gekürt. Mit dem Norweger Nikolas Skouen und dem Franzosen Ivan Emanuely verfügte die Mannschaft über weitere starke ausländische Spieler. Darüber hinaus erhielt man von der Stadt Wolfenbüttel den Titel „Mannschaft des Jahres 2015“ verliehen. Im Mai 2015 ging der Verein eine Kooperation mit Bundesligist Basketball Löwen Braunschweig sowie der SG FT/MTV Braunschweig ein. Dadurch konnten junge Spieler des Braunschweiger Bundesligakaders mit einem Zweitspielrecht („Doppellizenz“) für die Mannschaft der Herzöge ausgestattet werden, um dort Spielpraxis zu sammeln.
Anfang Dezember 2016 kam es zur Trennung zwischen den Herzögen und Trainer Ralf Rehberger, der die Mannschaft seit Saisonbeginn 2015/16 betreut hatte. Zum Zeitpunkt der Trennung standen die Herzöge auf dem vorletzten Platz der 2. Bundesliga ProB (Nord-Gruppe) und hatten fünf Niederlagen in Serie kassiert. Als offizieller Trennungsgrund wurden „persönliche Gründe“ genannt. Anschließend übernahm Demetrius Ward wie in der Saison 2014/15 die Mannschaftsleitung als Spielertrainer und führte die Herzöge über die Abstiegsrunde zum Klassenverbleib.
Im Sommer 2017 wurde der US-Amerikaner Steven Esterkamp als neuer Cheftrainer eingestellt, der die Mannschaft in der Saison 2017/18 ins Viertelfinale der Meisterrunde der 2. Bundesliga ProB führte, wo Wolfenbüttel dem FC Schalke unterlag. In der Saison 2018/19 stiegen die Herzöge aus der ProB ab, nach einer 74:80-Heimniederlage gegen die Dresden Titans Mitte März stand dies fest. Ende Mai 2019 gaben die Herzöge bekannt, in der Saison 2019/20 nicht in der 1. Regionalliga anzutreten, da nach Einschätzung der Vereinsführung in Folge des ProB-Abstiegs „kein trag- und zukunftsfähiges Konzept“ für die Teilnahme an der vierthöchsten deutschen Spielklasse bestand. Herzöge-Präsident Burkhard Junger warf dem Wolfenbütteler Kooperationspartner, dem Bundesligisten Braunschweig, vor, die Wichtigkeit eines Verbleibs der Herzöge in der 2. Bundesliga ProB nicht oder zu spät erkannt zu haben. Nach dem Abstieg stehe man „vor einem Scherbenhaufen“, so Junger, der im Sommer 2019 sein Präsidentenamt niederlegte. Auch die übrigen Vorstandsmitglieder Jörg Kohlhausen und Thorsten Bachmann traten nach jahrelanger Tätigkeit zurück, neuer Vereinsvorsitzender wurde Frank Wöstmann, Matthias Möckel sein Stellvertreter und Dominik Kühn weiteres Vorstandsmitglied. Die Zusammenarbeit mit den Basketball Löwen Braunschweig endete im Sommer 2019.
In Zusammenarbeit mit MTV/BG Wolfenbüttel wurde die Mannschaft in der Saison 2019/20 in der 2. Regionalliga mit dem Ziel ins Rennen geschickt, den Aufstieg in die 1. Regionalliga zu bewerkstelligen. Das Startrecht ging an die MTV/BG Wolfenbüttel über, es wurde aber der Name MTV Herzöge beibehalten. Trainer wurde Thorsten Weinhold, der zuvor bereits die Männer der MTV/BG in der 2. Regionalliga betreut hatte und 2018/19 Vizemeister geworden war. Mit den beiden Profispielern Keith Hayes (USA) und Mirko Derek (Kroatien) kam Verstärkung von außerhalb. Ende Februar 2020 stand der Gewinn des Meistertitels in der 2. Regionalliga nach einem 97:57-Sieg über die SG Braunschweig fest.
Anfang Juli 2020 stimmten die Mitglieder der Herzöge Wolfenbüttel e. V. auf einer außerordentlichen Mitgliederversammlung mit großer Mehrheit für die Auflösung des Vereins. Nach Angaben des Vereins führten „komplizierte rechtliche und juristische Schwierigkeiten in Verbindung mit dem Sportsponsoring und dem Hausrecht der MTV/BG Wolfenbüttel am derzeitigen und zukünftigen Austragungsort in der Turnhalle am Landeshuter Platz“ zu diesem Schritt. Anstatt der Herzöge übernahm der bisherige Kooperationsverein MTV Wolfenbüttel e. V. den Betrieb der Herrenmannschaft und lagerte diesen aus dem Gesamtverein aus. In der Außendarstellung der MTV-Mannschaft wurde der Name „Herzöge“ beibehalten.

## Trainer
| Amtszeit        | Trainer                         |
| --------------- | ------------------------------- |
| 2008–2009       | Mahmut Ataman                   |
| 2009–12/2009    | Nestor Katsagiorgis             |
| 12/2009–2010    | Benjamin Travnizek              |
| 2010–12/2010    | Alexander Biller                |
| 12/2010–2011    | Carl Woodard                    |
| 2011–2013       | Benjamin Travnizek              |
| 2013–11/2013    | Thorsten Weinhold               |
| 11/2013–02/2014 | Predrag Lukic                   |
| 02/2014         | Matthias Möckel                 |
| 02/2014         | Nestor Katsagiorgis             |
| 02/2014–2015    | Demetrius Ward (Spielertrainer) |
| 2015–12/2016    | Ralf Rehberger                  |
| 12/2016–04/2017 | Demetrius Ward (Spielertrainer) |
| 2017–2019       | Steven Esterkamp                |
| 2019–2020       | Thorsten Weinhold               |

## Bekannte ehemalige Spieler
- Marco Grimaldi (später u. a.  BG Göttingen)
- Michael Fleischmann (später u. a.  Paderborn Baskets)
- Evan Harris (später u. a.  Cuxhaven BasCats)
- Peter Van Rij (Karriere beendet)
- Lamar Morina (später u. a.  Uni-Riesen Leipzig)
- Will Brand (Karriere beendet)
- BJ Anthony (neuseeländischer Nationalspieler und WM-Teilnehmer)
- Frank Theis (Karriere beendet)
- Dennis Nawrocki (später u. a.  Basketball Löwen Braunschweig)
- BJ Jameson (Karriere beendet)
- Henje Knopke
- Nikolas Skouen
- Ivan Emanuely
- Demetrius Ward (später u. a.  Paderborn Baskets)

## Spielzeiten
- 2008/09: 02. Platz ProB (Aufstieg aus wirtschaftlichen Gründen nicht wahrgenommen)
- 2009/10: 12. Platz ProB
- 2010/11: 11. Platz ProB–Nord (Klassenerhalt in Abstiegsrunde gesichert)
- 2011/12: 10. Platz ProB–Nord (Klassenerhalt in Abstiegsrunde gesichert)
- 2012/13: 07. Platz ProB–Nord (anschließend 0:2 im Play-off-Achtelfinale gegen den TV Langen ausgeschieden)
- 2013/14: 12. Platz ProB–Nord (Abstieg in die 1. Regionalliga)
- 2014/15: 01. Platz 1. Regionalliga Nord (Aufstieg in die ProB)
- 2015/16: 02. Platz ProB-Nord (anschließend 1:2 im Play-off-Achtelfinale gegen die Weißenhorn Youngstars ausgeschieden)
- 2016/17: 10. Platz ProB–Nord (Klassenerhalt in Abstiegsrunde gesichert)
- 2017/18: 6. Platz ProB–Nord (anschließend 1:2 im Play-off-Viertelfinale gegen den FC Schalke 04 ausgeschieden)
- 2018/19: 11. Platz ProB–Nord (anschließend Vorletzter der Abstiegsrunde, damit Abstieg in die 1. Regionalliga)
- 2019/20: 1. Platz 2. Regionalliga Nord-West